# Jerry Fielding
Joshua Itzhak Feldman, conegut com a Jerry Fielding (Pittsburgh, Pennsilvània, Estats Units, 17 juny de 1922 − Toronto, Ontario, Canadà, 17 de febrer de 1980) va ser un compositor estatunidenc de música de pel·lícules. Sobretot ha treballat per Michael Winner, Sam Peckinpah i Clint Eastwood.
En els anys 1950, va ser una de les víctimes del maccarthisme i va ser a la Llista negra de Hollywood.

## Filmografia[2]
- 1962: Advise and consent d'Otto Preminger
- 1969: The Wild bunch de Sam Peckinpah
- 1971: Chato's land de Michael Winner
- 1971: En nom de la llei (Lawman) de Michael Winner
- 1971: The Nightcomers de Michael Winner
- 1971: Johnny va agafar el fusell (Johnny got his gun) de Dalton Trumbo
- 1971: Els gosso de palla (Straw Dogs) de Sam Peckinpah
- 1972: Junior Bonner de Sam Peckinpah
- 1972: The Mechanic de Michael Winner
- 1972: Man in the Middle de Herbert Kenwith (telefilm)
- 1973: Scorpio de Michael Winner
- 1974: Vull el cap d'Alfredo García (Bring Me the Head of Alfredo Garcia) de Sam Peckinpah
- 1974: The Gambler de Karel Reisz
- 1974: Honky Tonk de Don Taylor (telefilm)
- 1975: Els aristòcrates del crim (The Killer elite) de Sam Peckinpah
- 1976: El bandoler Josey Wales (The Outlaw Josey Wales) de Clint Eastwood
- 1976: The Enforcer de James Fargo
- 1976: The Bad News Bears de Michael Ritchie
- 1978: The Big sleep de Michael Winner
- 1978: Ruta suïcida (The Gauntlet) de Clint Eastwood
- 1979: Escape from Alcatraz de Don Siegel
- 1979: Beyond the Poseidon adventure d'Irwin Allen

## Premis i nominacions

### Premis
- 1980: Primetime Emmy a la millor composició musical en minisèrie o especial per High Midnight

### Nominacions
- 1970: Oscar a la millor banda sonora per The Wild Bunch[3]
- 1972: Oscar a la millor banda sonora per Straw Dogs
- 1977:	Oscar a la millor banda sonora per The Outlaw Josey Wales